# مارغيت
مارغيت (بالإنجليزية: Margate)‏ هي مدينة أمريكية تقع في ولاية فلوريدا. تبلغ مساحة هذه المدينة 23.3 (كم²)،ويبلغ عدد سكانها 53284 نسمة حسب إحصاء سنة 2010 م 53284.

## أعلام
- سارة تشادويك
- جيم راي
- جوش سميث
- نيكولاس كروز